# جبهة المشاركة
حزب جبهة المشاركة الإسلامي (جبهه مشارکت ایران إسلامی) تأسس عام 1998 م.

## تاريخ الحزب
هو أول الأحزاب الإيرانية المشكلة بعد انتخاب الرئيس الإيراني محمد خاتمي
تشكل هذا الحزب من العناصر الأساسية للمجموعة الطلابية المسماة بـ «دانشجویان پیرو خط امام» (الجامعيين التابعين لخط الامام) وهم الكتلة الطلابية المقتحمه للسفارة الأمريكية في أول أيام انتصار الثورة الإسلامية.

اقتحام الطلاب للسفارة الأمريكية في طهران

يعتبر هذا الحزب الأكثر تحرراً في اطار الحكومة الإسلامية والفكر الإسلامي، حيث أن السياسات والاراء التنظيمية والعقائدية لهذا الحزب هي مأخوذه أو مشتقة من اراء الدكتور «علي شريعتي» والشعار الرسمي للحزب (عرفان، برابری، آزادی) هو ما كان ينادي به شريعتي في كتبه ومحاظراته.

## شخصيات الحزب الرئيسية
يعتبر المؤسس الرسمي للحزب هو «محمد رضا خاتمي» نائب رئيس مجلس الشورى الاسبق وشقيق الرئيس الإيراني الاسبق، فكان «محمد رضا» هو الأمين العام للحزب إلى ان سلم القيادة إلى «محسن میردامادی» (من ابرز المخططين لمقتحمين للسفارة الأمريكية) كما أن من القيادين البارزين لهذا الحزب «سعید حجاریان» (من مؤسسين وزارة الاطلاعات الإيرانية ومن الأمنين المعروفين – تعرض إلى محاولة اغتيال في ما بعد على يد رجال الأمن في إيران) إلى جانب عباس عبدي (قيادي بارز في اقتحام السفارة الأمريكية – رئيس مكتب العلاقات الخارجية في حكومة ميرحسين – رئيس تحرير صحيفة سلام ونوروز) والشيخ هادي قابل (معتقل منذ 3 سنوات حتى الآن) زهرا اشراقی (حفيدة الامام الخميني – مستشاره سابقة في وزارة الداخلية) إلى جانب الكثير من أبناء الثورة الإسلامية والشخصيات الشبابية المرموقه في زمن الامام الخميني.

## الانتخابات النيابية الخامسة
استطاع هذا الحزب وبمشاركة «كتلة الأحزاب الإصلاحية» كسب الاكثرية النيابية في الانتخابات التي لحقت انتخاب رئيس الجمهورية الاسبق
محمد خاتمي، الا انهم ورغم عضويتهم في المجلس لم يسلمو من ضغوط (على الرغم من وجود رئيس جمهورية إصلاحي ومجلس إصلاحي) إلا أن القضاء (رئيس الجهاز القضائي في إيران يعين من قبل الخامنئي وكذلك الجهاز الاعلامي) استطاع سجن الكثير من قيادات الحزب واغلاق الصحف التابعة للإصلاحين بشكل عام ولهذا الحزب بشكل خاص، هذا إلى جانب الاغتيالات السياسية التي حدثت وكان أحد ضحاياها «سعيد حجاريان» والتي كشفت صحيفة «سلام» الإصلاحية تفاصيلها. ومن أشهر المعتقلين في هذا الحزب عباس عبدي والذي تم سجنه بتهمة التجسس لصالح دول الغرب ثم تم الإفراج عنه واعلان براءته، إلا انه وبعد خروجه من السجن فضح عمليات التعذيب التي تعرض لها في سجون وزارة الاطلاعات وكانت محاكمته من أشهر المحاكمات في تاريخ إيران الحديث وسميت بالمهزلة السياسية.

## انتهاء عهدمحمد خاتمي
عانى الحزب كثيرا بعد انتهاء ولاية الرئيس محمد خاتمي وزاد التضييق عليه وتم رد صلاحية جميع أعضائه في الانتخابات النيابية، إلى أن أعلن مقاطعة الانتخابات التي تم فيها انتخاب «محمود أحمدي نجاد» (لأول مرة) وطلب أعضاء الحزب وبشكل علني عدم مشاركة الشعب في الانتخابات التي وصفها (بانتخابات الحزب الواحد).

## انتخابات الرئاسة الإيرانية 2009
في الانتخابات الرئاسية لعام 2009 دعم هذا الحزب بشكل قوي ومؤثر المرشح مير حسين موسوي وبعد الانتخابات أعلن وبشكل صريح عن وقوع التزوير في النتائج وطلب من الناس النزول إلى الشارع ومحاربة القمع والتزوير.
تم اعتقال القيادات الرئيسية في هذا الحزب بعد الانتخابات بشكل عام ومنذ الأيام الأولى للتوترات السياسية على الساحة الإيرانية، واليوم هو من الأحزاب التي تمت تحويل رخصها إلى وزارة الداخلية ومن المحتمل أن يصبح هذا الحزب محظوراً في إيران إلى جانب أحزاب إصلاحية رئيسية أخرى.

## أسماء المعتقلين من الحزب بعد الانتخابات وحتى الآن
1- دکتور محسن میردامادی، الأمين العام للحزب، نائب سابق في مجلس الشورى
2- دکتور عبد الله رمضان زاده، نائب الأمين العام للحزب، المتحدث الرسمي لحكومة السيد خاتمی
3- دکتور سید مصطفی تاج زاده وكيل وزارة الداخلية في حكومة خاتمي
عضو مجلس شورى الحزب، المستشار السياسي لوزیر الداخلية في حكومة خاتمی
4- دکتور سعید حجاریان، عضو مجلس شورى الحزب، نائب سابق في مجلس الشورى ومستشار الرئيس السابق محمد خاتمي
5- مهندس محسن صفایی فراهانی، عضو مجلس شورى الحزب، نائب سابق في مجلس الشورى
6- دکتر محسن امین زاده، عضو موسس في الحزب، وكيل وزارة الداخلية في حكومة سید محمد خاتمی
7- دکتر علی تاجرنیا، عضو مجلس شورى الحزب، نائب سابق في مجلس الشورى
8- دکتور سعید شیرکوند، عضو مجلس شورى الحزب، نائب سابق في مجلس الشورى، وكيل وزارة الزراعة في حكومة خاتمي
9- مهندس شهاب الدین طباطبایی، عضو مجلس شورى الحزب، المسؤول الاعلامي لحملة ميرحسين الموسوي
10- دکتور علی اصغر خدایاری، عضو مجلس شورى الحزب، دكتور في جامعة طهران
11- دکتر غلامرضا ظریفیان، عضو في الحزب ووكيل وزارة العلوم في حكومة خاتمي
12- عباس کوشا، عضو المكتب السياسي للحزب، عضو مجلس شورى الحزب
13- محود (امید) محدث
14- سعید نورمحمدی
15- حمزه غالبی
16- روح الله شهسوار
17- رضا همایی
18- سعیده کردی نژاد
19- زویا حسنی